# Dalia Ravikovitch
Dalia Ravikovitch (en hebreo: דליה רביקוביץ‎; Ramat Gan, 17 de noviembre de 1936 - Tel Aviv, 21 de agosto de 2005) fue una poeta, traductora y activista israelí por la paz.

## Biografía
Ravikovitch nació en Ramat Gan el 17 de noviembre de 1936. Aprendió a leer y escribir a los tres años. Su padre, Levi, era un ingeniero judío originario de Rusia. Su madre, Michal, era profesora. Cuando Dalia tenía seis años, su padre murió atropellado por un conductor en estado de embriaguez. Con su madre se trasladó al kibutz Geva, el cual se encuentra al sur de la ciudad de Afula, en el Valle de Jezrael, pero no se adaptó al funcionamiento en colectividad y a los 13 años se trasladó a una casa de acogida en Haifa, la primera de varios hogares de acogida.
Se casó a los 18 años, pero se divorció después de 3 meses. Sus matrimonios posteriores también acabaron en el divorcio. Después de completar su servicio en las Fuerzas de Defensa de Israel, estudió en la Universidad Hebrea de Jerusalén. Trabajó como periodista y profesora de secundaria. Tradujo a William Butler Yeats, T. S. Eliot y Edgar Allan Poe, entre otros, al hebreo. Ravikovitch fue muy activa en el movimiento de paz israelí. Desde su casa en el centro de Tel Aviv colaboró con artistas y figuras públicas que luchaban por la paz, la igualdad y la justicia social.
Durante los últimos años de su vida sufrió graves episodios de depresión. El 21 de agosto de 2005 fue encontrada muerta en su apartamento. Los informes iniciales especularon sobre el suicidio como causa de la muerte, pero la autopsia determinó que fue debido a irregularidades cardíacas repentinas.

## Obra
Los primeros poemas de Ravikovitch aparecieron en el diario en hebreo Orlogin, editado por Avraham Shlonsky, y fue el mismo Shlonsky quien la animó a seguir escribiendo como carrera profesional. Su primer libro de poesía, El amor de una naranja, publicado el 1959, la convirtió en una de las primeras y más jóvenes escritoras nativas israelíes.  El poema que da título al libro está inspirado en la ópera cómica surrealista de Serguéi Prokófiev, El amor de las tres naranjas.
En total publicó diez volúmenes de poesía en hebreo. Además de la poesía, escribió obras de prosa (incluyendo tres colecciones de cuentos), literatura infantil y numerosas traducciones al hebreo. Su poema más conocido es Buba Memukenet (en español: "Muñeca mecánica").
Sus poemas forman parte de los planes de estudios escolares en Israel. Algunos de ellos también se han musicado y se han convertido en canciones populares. Ha sido traducida a 23 idiomas.

## Premios y reconocimientos
- 1976 Premio Brenner
- 1987 Premio Bialik
- 1998 Premio Israel
- 2005 Premio Prime Minister's Prize for Hebrew Literary Works